# Moulès-et-Baucels
Moulès-et-Baucels település Franciaországban, Hérault megyében. Lakosainak száma 855 fő (2022. január 1.). Moulès-et-Baucels La Cadière-et-Cambo, Sumène, Ganges, Laroque, Montoulieu és Saint-Bauzille-de-Putois községekkel határos.

## Népesség
A település népességének változása:
| Lakosok száma | 77   | 190  | 297  | 722  | 879  | 889  | 877  | 866  | 861  | 855  |
|               | 1968 | 1982 | 1990 | 2006 | 2013 | 2015 | 2017 | 2019 | 2020 | 2022 |